# Pinarornis plumosus
El zorzal roquero (Pinarornis plumosus) es una especie de ave paseriforme de la familia Muscicapidae nativa de África oriental. Es la única especie del género Pinarornis.

## Dictribución y hábitat
Se encuentra únicamente en los afloramientos rocosos con cierto arbolado de la sabana seca del este África, distribuido por Botsuana, Malawi, Mozambique, Zambia y Zimbabue.